# Josh Henderson
Pour les articles homonymes, voir Henderson.
Joshua Baret Henderson, dit Josh Henderson, est un acteur et chanteur américain né le 25 octobre 1981 à Dallas (Texas).

## Biographie
Josh Henderson passe son enfance avec sa mère, Sharon, entre l'Oklahoma et le Texas. Il a deux sœurs cadettes, Hannah et Chelsea.
Il est diplômé de la Tulsa Memorial Senior High School en mai 2000.

### Vie privée
Entre 2002 et 2003, il fut en couple avec l'actrice Ashlee Simpson. De 2004 à 2005 c'est avec Kirsten Storms, puis Lawren Pope qu'il vécut.
Il a une relation avec Ashley Greene en 2006, puis jusqu'en 2007 avec Kendal Sheppard.
En 2007, il a été en couple avec Paris Hilton, puis avec Brittany Snow jusqu'en 2008. De 2008 à 2009 il fut avec Taylor Cole, puis le mannequin brésilien Izabel Goulart et la chanteuse Rihanna en 2009.
De 2014 à 2016 il a eu une relation avec Andrea Boehlke. Depuis  novembre 2017 il est avec une actrice Oana Gregory.

### Carrière
Josh Henderson décide en 2001 d'auditionner à Dallas pour le casting de l'émission Popstars 2 américaine. Il fait partie du groupe finaliste de l'émission, Scène 23. Le groupe enregistre un album, Introducing Scene 23, mais se dissout peu de temps après.
Après cette expérience, il devient mannequin et acteur. En 2002, il décroche quelques rôles secondaires avant de devenir un personnage récurrent de la série One on One, le temps de 11 épisodes, en 2003.
En 2005, il obtient son premier rôle important, celui du soldat Bo Rider, dans la série Over There, interrompue au bout de treize épisodes. Il y incarne un jeune militaire amputé d'une jambe et obligé de rentrer aux États-Unis, qui supporte mal de ne pas pouvoir défendre son pays pendant la guerre en Irak.
L'année suivante, il rejoint le casting de Desperate Housewives, dans lequel il interprète le rôle d'Austin McCann le neveu d'Edie Britt (Nicollette Sheridan).
En 2006, il joue le rôle de "Brett Dolan" le petit copain musicien de "Nora Clark" (Jenna Dewan) dans le film Sexy Dance aux côtés de Channing Tatum, Jenna Dewan, Rachel Griffiths, Mario (chanteur) et Alyson Stoner. 
Il joue dans le clip He said she said d'Ashley Tisdale, en septembre 2007.
En 2008, il joue le temps de 3 épisodes dans 90210. La même année, il apparaîtra dans le film The Jerck Theory où il retrouve Jenna Dewan. 
En 2012, il joue dans Dallas aux côtés de Jesse Metcalfe et Brenda Strong, jusqu'à l'arrêt de la série en 2014. Il incarne le rôle de John Ross Ewing III, le fils de J. R. Ewing.
Depuis 2017, il joue avec Christine Evangelista dans la série The Arrangement.

## Filmographie

### Cinéma
- 2004 : The Girl Next Door de Luke Greenfield : Pep Rally Jock
- 2005 : Une famille 2 en 1 (Yours, Mine & Ours) de Raja Gosnell : Nick De Pietro
- 2006 : Sexy Dance (Step Up) d'Anne Fletcher : Brett Dolan
- 2006 : Broken Bridges de Steven Goldmann : Wyatt
- 2007 : Fingerprints d'Harry Basil : Penn
- 2008 : The Jerk Theory de Scott S. Anderson : Adam Dynes
- 2013 : Rushlights d'Antoni Stutz : Billy
- 2014 : Duels (Swelter) de Keith Parmer : Boyd

### Séries télévisées
- 2002 : Maybe It's Me : Jackson
- 2002 : Do Over : Jake
- 2003 : Spy Girls : Raine
- 2004 : North Shore : Hôtel du Pacifique (North Shore) : Derek
- 2004 : Touche pas à mes filles (8 Simple Rules... for Dating My Teenage Daughter) : Tyler
- 2005 : Rodney : Wes
- 2005 : Over There : Bo Rider
- 2006 - 2007 : Desperate Housewives : Austin McCann
- 2008  : 90210 Beverly Hills - Nouvelle génération (90210) : Sean Cavanaugh
- 2011 : Les Experts (CSI : Crime Scene Investigation) : Calvin Crook
- 2012 - 2014 : Dallas : John Ross Ewing
- 2017 - 2018 : The Arrangement : Kyle West

### Téléfilms
- 2003 : Newton de Lesli Linka Glatter : Eli
- 2004 : The Deerings de Shawn Levy
- 2010 : Betwixt d'Elizabeth Chandler
- 2018 : A la maison pour Noël : Heath Sawyer